# Yang Zhaoxuan
Dit is een Chinese naam; de familienaam is Yang.
Yang Zhaoxuan (Peking, 11 februari 1995) is een tennisspeelster uit China. Zij speelt rechtshandig en heeft een tweehandige backhand. Zij is in het dubbelspel succesvoller dan in het enkelspel.

## Loopbaan
Yang debuteerde in 2009 op het ITF-toernooi van Qianshan (China). In 2011 won zij haar eerste ITF-titel, in New Delhi (India).
In september 2013 debuteerde zij op het WTA-circuit bij het dubbelspeltoernooi in Guangzhou. Zij nam voor het eerst deel aan het enkelspel op het WTA-toernooi van Suzhou 2014.
In 2015 verkreeg zij samen met Ye Qiuyu een wildcard voor het vrouwendubbelspeltoernooi van het Australian Open.
In 2016 won zij haar eerste WTA-titel, op het dubbelspeltoernooi van Kuala Lumpur, samen met de Thaise Varatchaya Wongteanchai. Tot besluit van het 2016-seizoen nam zij deel aan het B-kampioenschap in het dubbelspel, samen met landgenote You Xiaodi – zij bereikten er de finale, die zij verloren van İpek Soylu en Xu Yifan.
In september 2017 won zij haar tweede WTA-titel, op het toernooi van Japan, samen met de Japanse Shuko Aoyama.
Op Roland Garros 2018 bereikte zij de halve finale in het dubbelspel, samen met de Taiwanese Chan Hao-ching. In augustus van dat jaar bereikte zij de 20e positie op de wereldranglijst in het dubbelspel.
Op het gemengd dubbelspel van Wimbledon 2019 speelde Yang samen met de Nederlander Matwé Middelkoop – zij versloegen onder meer het eerste reekshoofd, Nicole Melichar en Bruno Soares, waardoor zij de halve finale bereikten. Aan het einde van het 2019-seizoen nam zij voor de tweede maal deel aan het B-kampioenschap in het dubbelspel, samen met landgenote Duan Yingying – zij bereikten er de finale, die zij verloren van Ljoedmyla Kitsjenok en Andreja Klepač.
In 2022 won Yang, geflankeerd door landgenote Xu Yifan, twee zware WTA-titels: één op het WTA 1000-toernooi van Indian Wells en één op het WTA 500-toernooi van San José. Voor het eerst sinds vier jaar kwam zij terug in de top 20 – zij steeg in januari 2023 naar plek 9 op de wereldranglijst in het dubbelspel.
In de periode 2017–2023 maakte Yang deel uit van het Chinese Fed Cup-team – zij behaalde daar een winst/verlies-balans van 15–5. 

## Posities op deWTA-ranglijst
Positie per einde seizoen:
| jaar | rang enkelspel | rang dubbelspel |
| ---- | -------------- | --------------- |
| 2011 | 682            | 602             |
| 2012 | 592            | 283             |
| 2013 | 1007           | 362             |
| 2014 | 292            | 465             |
| 2015 | 160            | 112             |
| 2016 | 301            | 60              |
| 2017 | 367            | 28              |
| 2018 | 772            | 28              |
| 2019 | 657            | 36              |
| 2020 | 782            | 55              |
| 2021 | 893            | 48              |
| 2022 | –              | 12              |

## Palmares
| Legenda                 |
| ----------------------- |
| Grandslamtoernooi       |
| Olympische Spelen       |
| Year-End Championships  |
| Premier Mandatory       |
| Premier Five / WTA 1000 |
| Premier / WTA 500       |
| International / WTA 250 |
| Challenger / WTA 125    |

### WTA-finaleplaatsen enkelspel
geen

### WTA-finaleplaatsen vrouwendubbelspel
| nr.              | finale     | toernooi          | ondergrond    | partner                 | tegenstandsters                    | score            |         |
| ---------------- | ---------- | ----------------- | ------------- | ----------------------- | ---------------------------------- | ---------------- | ------- |
| gewonnen finales |            |                   |               |                         |                                    |                  |         |
| 1.               | 2016-03-06 | WTA Kuala Lumpur  | hardcourt     | Varatchaya Wongteanchai | Liang Chen Wang Yafan              | 4-6, 6-4, [10-7] | details |
| 2.               | 2017-09-16 | WTA Japan (Tokio) | hardcourt     | Shuko Aoyama            | Monique Adamczak Storm Sanders     | 6-0, 2-6, [10-5] | details |
| 3.               | 2018-02-24 | WTA Dubai         | hardcourt     | Chan Hao-ching          | Hsieh Su-wei Peng Shuai            | 4-6, 6-2, [10-6] | details |
| 4.               | 2019-01-05 | WTA Shenzhen      | hardcourt     | Peng Shuai              | Duan Yingying Renata Voráčová      | 6-4, 6-3         | details |
| 5.               | 2019-04-28 | WTA Anning        | gravel        | Peng Shuai              | Duan Yingying Han Xinyun           | 7-5, 6-2         | details |
| 6.               | 2022-03-19 | WTA Indian Wells  | hardcourt     | Xu Yifan                | Asia Muhammad Ena Shibahara        | 7-5, 7-6         | details |
| 7.               | 2022-08-07 | WTA San José      | hardcourt     | Xu Yifan                | Shuko Aoyama Chan Hao-ching        | 7-5, 6-0         | details |
| 8.               | 2023-05-27 | WTA Straatsburg   | gravel        | Xu Yifan                | Desirae Krawczyk Giuliana Olmos    | 6-3, 6-2         | details |
| verloren finales |            |                   |               |                         |                                    |                  |         |
| 1.               | 2015-11-15 | WTA Hua Hin       | hardcourt (i) | Varatchaya Wongteanchai | Liang Chen Wang Yafan              | 3-6, 4-6         | details |
| 2.               | 2016-06-12 | WTA Nottingham    | gras          | Gabriela Dabrowski      | Andrea Hlaváčková Peng Shuai       | 5-7, 6-3, [7-10] | details |
| 3.               | 2016-09-24 | WTA Tokio         | hardcourt     | Liang Chen              | Sania Mirza Barbora Strýcová       | 1-6, 1-6         | details |
| 4.               | 2016-11-06 | Elite Trophy      | hardcourt (i) | You Xiaodi              | İpek Soylu Xu Yifan                | 4-6, 6-3, [7-10] | details |
| 5.               | 2017-01-14 | WTA Hobart        | hardcourt     | Gabriela Dabrowski      | Raluca Olaru Olha Savtsjoek        | 6-0, 4-6, [5-10] | details |
| 6.               | 2017-09-30 | WTA Wuhan         | hardcourt     | Shuko Aoyama            | Chan Yung-jan Martina Hingis       | 6-7, 6-3, [4-10] | details |
| 7.               | 2019-10-27 | Elite Trophy      | hardcourt (i) | Duan Yingying           | Ljoedmyla Kitsjenok Andreja Klepač | 3-6, 3-6         | details |
| 8.               | 2021-03-13 | WTA Dubai         | hardcourt     | Xu Yifan                | Alexa Guarachi Darija Jurak        | 0-6, 3-6         | details |
| 9.               | 2021-05-29 | WTA Straatsburg   | gravel        | Makoto Ninomiya         | Alexa Guarachi Desirae Krawczyk    | 2-6, 3-6         | details |

## Resultaten grandslamtoernooien
| Legenda | Legenda                          |
| ------- | -------------------------------- |
| g.t.    | geen toernooi gehouden           |
| l.c.    | lagere categorie                 |
| –       | niet deelgenomen                 |
| G       | uitgeschakeld in de groepsfase   |
| 1R      | uitgeschakeld in de eerste ronde |
| 2R      | uitgeschakeld in de tweede ronde |
| 3R      | uitgeschakeld in de derde ronde  |
| 4R      | uitgeschakeld in de vierde ronde |
| KF      | uitgeschakeld in de kwartfinale  |
| HF      | uitgeschakeld in de halve finale |
| F       | de finale verloren               |
| W       | het toernooi gewonnen            |
| w-v     | winst/verlies-balans             |

### Enkelspel
geen deelname

### Vrouwendubbelspel
| toernooi        | 2015 | 2016 | 2017 | 2018 | 2019 | 2020 | 2021 | 2022 | 2023 |
| --------------- | ---- | ---- | ---- | ---- | ---- | ---- | ---- | ---- | ---- |
| Australian Open | 1R   | –    | 3R   | 3R   | 1R   | 1R   | 2R   | 3R   | KF   |
| Roland Garros   | –    | –    | 1R   | HF   | 2R   | –    | 2R   | KF   |      |
| Wimbledon       | –    | –    | 2R   | 2R   | 1R   | g.t. | –    | 3R   |      |
| US Open         | –    | 1R   | 3R   | 2R   | 2R   | –    | –    | 3R   |      |

### Gemengd dubbelspel
| toernooi        | 2017 | 2018 | 2019 |    | 2022 | 2023 |
| --------------- | ---- | ---- | ---- | -- | ---- | ---- |
| Australian Open | –    | 1R   | 1R   | –  | 1R   |      |
| Roland Garros   | –    | 1R   | 1R   | –  |      |      |
| Wimbledon       | 1R   | 1R   | HF   | 1R |      |      |
| US Open         | –    | –    | –    | 1R |      |      |